# Parramatta Power SC
Parramatta Power SC var en fotbollsklubb från Sydney i Australien. Klubben spelade tidigare i den numera nerlagda nationella australiska proffsligan National Soccer League (NSL) mellan 1999 och 2004. Efter att NSL hade lagts ner 2004 lades även klubben ner på grund av dålig ekonomi och låga publiksiffror.